# كال روبرتسون
كال روبرتسون (بالإنجليزية: Cal Robertson)‏ هو ممثل أمريكي، ولد في 10 يونيو 1986 في الولايات المتحدة.

## وصلات خارجية
- كال روبرتسون على موقع IMDb (الإنجليزية)
- كال روبرتسون على موقع قاعدة بيانات الفيلم (الإنجليزية)